# Terrel Bell
Terrel Howard Bell (Lava Hot Springs, 11 novembre 1921 – Salt Lake City, 22 giugno 1996) è stato un politico statunitense, segretario dell'istruzione durante la presidenza Reagan dal 1981 al 1984. È stato il secondo Segretario dell'Istruzione dopo Shirley Hufstedler.

## Biografia
Terrel Bell nacque a Lava Hot Springs, nell'Idaho. Suo padre morì quando lui aveva 8 anni. Dopo il diploma, prestò servizio come sovrintendente scolastico in varie scuole del proprio stato e nel Wyoming. Bell ha trascorso gran parte della sua carriera professionale nello Utah. Ha servito come sergente nel Corpo dei Marines durante la seconda guerra mondiale ed è tornato in Idaho per laurearsi. Dopo aver ottenuto la laurea ad Albion, iniziò la sua carriera di insegnante di scuola superiore. Laureatosi anche all'Università dell'Idaho, servì anche come commissario per l'istruzione superiore dello Utah e sovrintendente del distretto scolastico della contea di Weber, nello Utah, dal 1958 al 1962.
Nel 1974 è stato nominato commissario nazionale per l'educazione dal presidente Richard Nixon.
Nel 1981 è stato nominato Segretario dell'Istruzione dal presidente Ronald Reagan ed è rimasto in carica fino al 1984.
Bell tornò quindi a Salt Lake City per insegnare alla facoltà dell'Università dello Utah. Nel 1988, ha pubblicato il suo libro di memorie intitolato "The Thirteenth Man: A Reagan Cabinet Memoir".
Bell ha pubblicato altri sette libri durante la sua carriera, trattando argomenti come il miglioramento dello sviluppo intellettuale del bambino e la riforma del processo educativo. Il suo ultimo libro nel 1993, scritto con Donna Elmquist, ha fornito nuove raccomandazioni per migliorare il sistema educativo degli Stati Uniti.
Morì nel sonno nella sua casa di Salt Lake City all'età di 74 anni il 22 giugno 1996 per una fibrosi polmonare.

## Vita privata
Si è sposato nel 1957 con Betty Ruth Fitzgerald. Dal matrimonio quattro i figli: Mark F., Warren T., Glenn M. e Peter F. Bell.

## Premio Terrel H. Bell
Il Department of Education conferisce un premio intitolato a Bell per riconoscere "i dirigenti scolastici eccezionali e il ruolo vitale che svolgono nel superare le circostanze difficili".